# سیمونه فارلی
سیمون فارلی (انگلیسی: Simone Farelli؛ زادهٔ ۱۹ فوریهٔ ۱۹۸۳) بازیکن فوتبال اهل ایتالیا است.
از باشگاه‌هایی که در آن بازی کرده‌است می‌توان به باشگاه فوتبال آنکونا، باشگاه فوتبال ویرتوس لانچانو، باشگاه فوتبال روبور سیه‌نا، باشگاه فوتبال لاتینا، باشگاه فوتبال کروتونه، باشگاه فوتبال دلفینو پسکارا، و باشگاه فوتبال نووارا اشاره کرد.